# Michelle O’Neill (Politikerin)

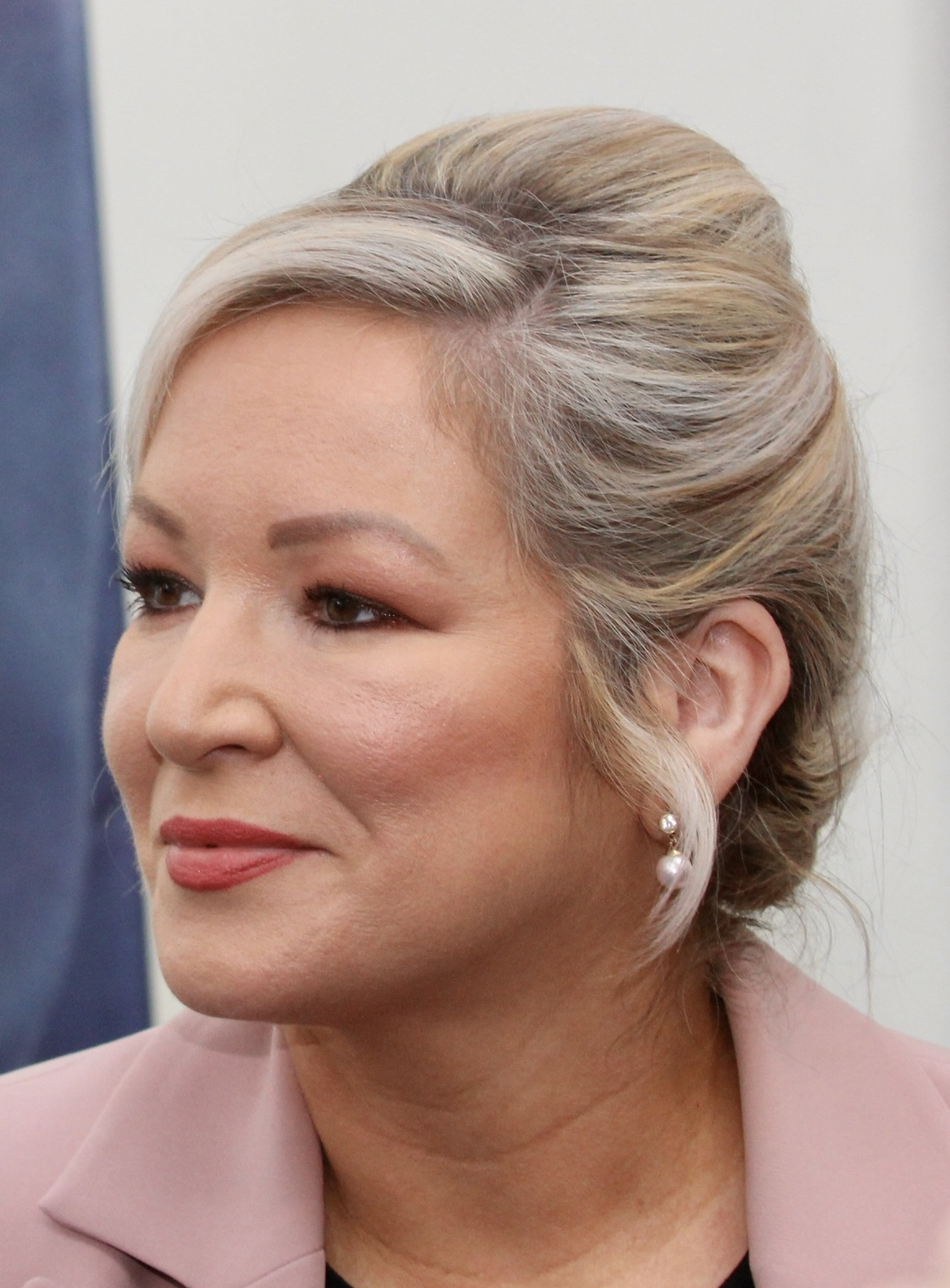
Michelle O’Neill (2022)

Michelle O’Neill (* 10. Januar 1977 in Fermoy, County Cork, Republik Irland als Michelle Doris) ist eine Politikerin  der Sinn Féin in  Nordirland. Seit dem 3. Februar 2024 ist sie die erste republikanische, römisch-katholische Erste Ministerin in der Geschichte Nordirlands und führt die Regierung zusammen mit Emma Little-Pengelly.
Zuvor war sie seit 2017 Fraktionsvorsitzende von Sinn Féin im nordirischen Parlament und vom 11. Januar 2020 bis 4. Februar 2022 amtierte sie (mit zwei Tagen Unterbrechung) als stellvertretende Erste Ministerin (deputy First Minister) der nordirischen Regierung zunächst zusammen mit Arlene Foster und später mit Paul Givan (beide DUP) in der Regierung der sechsten Nordirland-Versammlung.

## Biografie

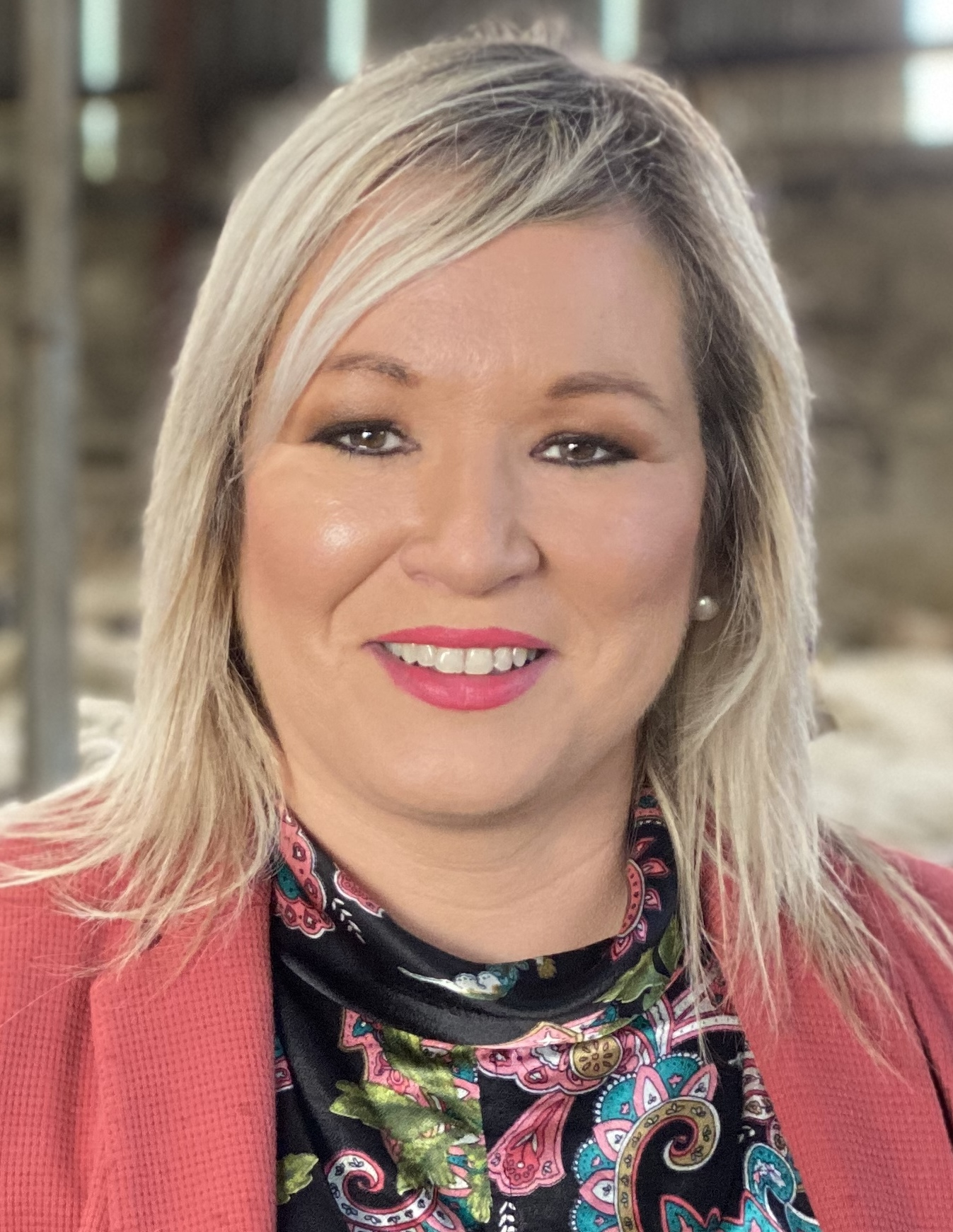
Michelle O’Neill (2020)

Michelle O’Neill wurde am 10. Januar 1977 als Michelle Doris in der Republik Irland in Fermoy geboren. Sie entstammt einer prominenten Familie von irischen Republikanern und wuchs im Dorf Clonoe im nordirischen County Tyrone auf.  Ihr Vater Brendan ‚Basil‘ Doris war als IRA-Aktivist eine Zeitlang inhaftiert, ihr Onkel Paul Doris war Präsident von NORAID, einer Organisation von Irischamerikanern, die hauptsächlich durch Spenden die republikanische Bewegung in Irland unterstützt.
Sie erhielt ihre Schulbildung auf der St. Patrick’s Academy in Dungannon. Nach dem Schulbesuch begann sie eine kaufmännische Lehre, die sie nach dem Karfreitagsabkommen 1998 abbrach, um sich der politischen Arbeit bei Sinn Féin zu widmen. Nach dem Tod ihres Vaters übernahm sie 2005 dessen Sitz im Borough Coucil (Bezirksrat) von Dungannon and South Tyrone.
Bei den Wahlen zur Nordirlandversammlung 2007, 2011, 2016, 2017 und 2022 wurde sie jeweils im Wahlkreis Mid Ulster in die Nordirland-Versammlung gewählt. Vom 9. Mai 2007 bis 25. März 2011 gehörte sie dem Parlamentsausschuss für Erziehung an und war stellvertretende Vorsitzende des Ausschusses für Gesundheitswesen, Soziale Dienste und Öffentliche Sicherheit.
Vom 16. Mai 2011 bis zum 30. März 2016 war sie Ministerin für Landwirtschaft und Entwicklung des ländlichen Raums in der nordirischen Regionalregierung. In dieser Position veranlasste sie im Jahr 2015 die Verlegung des Sitzes des Landwirtschaftsministeriums von Belfast nach Ballykelly im County Londonderry auf ein ehemals von der British Army genutztes Gelände (Shackleton Barracks), um Arbeitsstellen im öffentlichen Dienst zu dezentralisieren. Ab dem 25. Mai 2016 war O’Neill Ministerin für Gesundheit. Vom 11. Januar 2020 bis 4. Februar 2022 bekleidete sie das Amt der stellvertretenden ersten Ministerin (mit Ausnahme der zwei Tage 14./15. Juni 2021 nach dem Rücktritt Arlene Fosters). First Minister und deputy First Minister sind in der Amtsausführung gleichgestellt und treffen Entscheidungen zusammen.

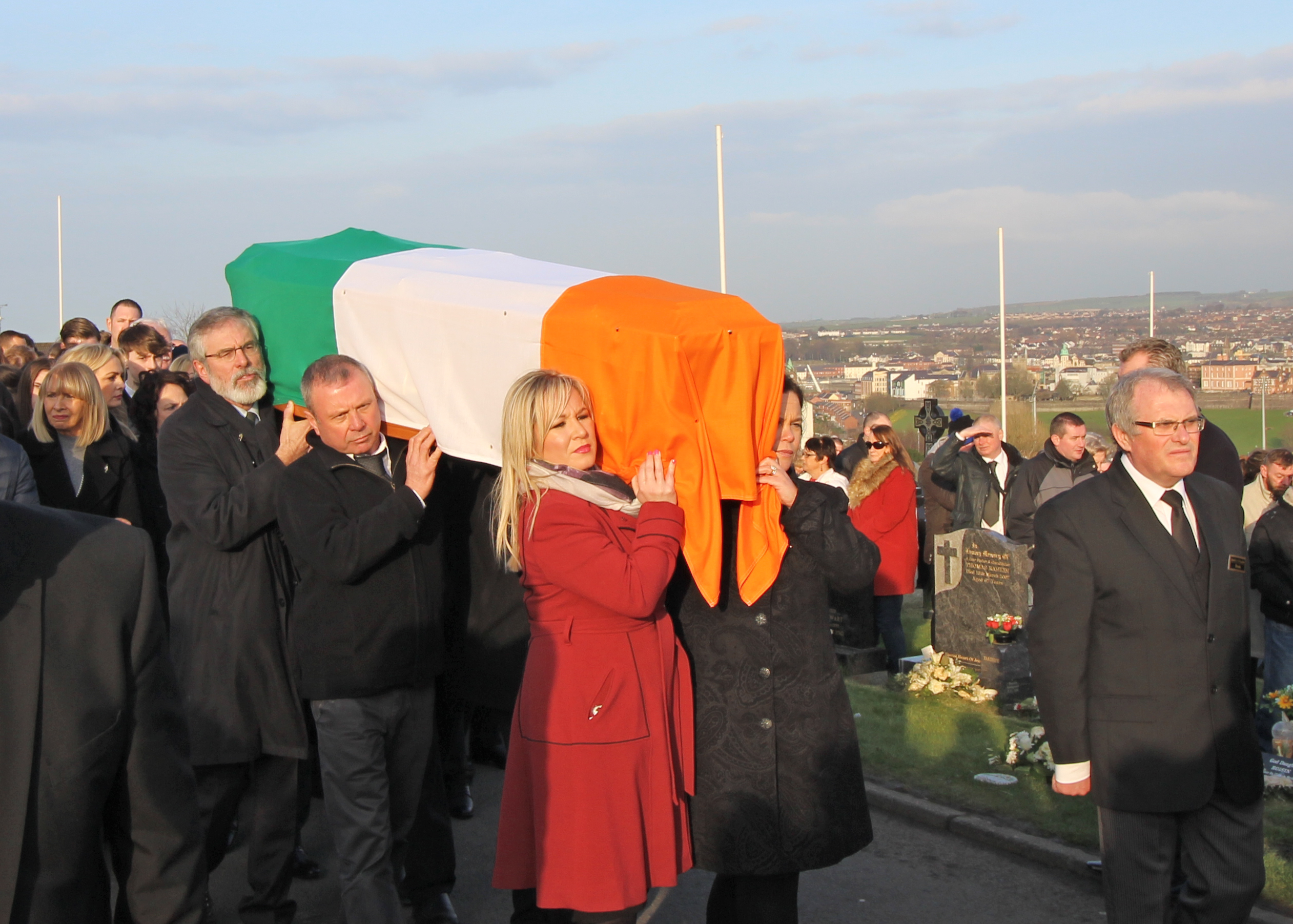
Michelle O’Neill mit Mary Lou McDonald und Gerry Adams beim Begräbnis von Martin McGuinness am 23. März 2017 in Derry

Nachdem Martin McGuinness, der bisherige Fraktionsführer von Sinn Féin, im Belfaster Parlament aus Gesundheitsgründen seinen Rückzug aus der Politik erklärt hatte, wurde Michelle O’Neill am 23. Januar 2017 zur neuen Fraktionsvorsitzenden und zur Präsidentin von Sinn Féin in Nordirland gewählt. Am 10. Februar 2018 wurden Mary Lou McDonald zur neuen Parteichefin von Sinn Féin und O’Neill zu ihrer Nachfolgerin als Stellvertreterin gewählt. Im November 2019 wurde O’Neill im Amt bestätigt. Ihr Gegenkandidat war der Regionalparlamentsabgeordnete John O’Dowd gewesen.
Seit dem 3. Februar 2024 ist sie als erste republikanische und katholische Erste Ministerin in der Geschichte Nordirlands und führt die Regierung zusammen mit Emma Little-Pengelly (DUP) als stellvertretender Erster Ministerin.

## Persönliches
Michelle Doris wurde mit 16 Jahren schwanger und gebar eine Tochter. Mit 18 Jahren heiratete sie Paddy O’Neill, mit dem sie einen Sohn hat. 2014 trennte sie sich von ihrem Ehemann. Als ihre Hobbys werden „gälische Sportarten“ (Gaelic Football, Hurling) genannt. Sie ist Mitglied der örtlichen Gaelic Athletic Association in Clonoe.